# Придворе (община Конавле)
Придворе (на хърватски: Pridvorje) е село в Хърватия, разположено в община Конавле, Дубровнишко-неретванска жупания. Намира се на 230 метра надморска височина. Населението му според преброяването през 2011 г. е 236 души. При преброяването на населението през 1991 г. има 266 жители, от тях 245 (92,10 %) хървати, 8 (3,00 %) сърби, 4 (1,50 %) неопределени и 9 (3,38 %) неизвестни.

## Население
Численост на населението според преброяванията през годините:
- 1857 – 433 души
- 1869 – 450 души
- 1880 – 441 души
- 1890 – 458 души
- 1900 – 466 души
- 1910 – 412 души
- 1921 – 378 души
- 1931 – 358 души
- 1948 – 382 души
- 1953 – 379 души
- 1961 – 359 души
- 1971 – 310 души
- 1981 – 249 души
- 1991 – 266 души
- 2001 – 255 души
- 2011 – 236 души